# Ferran I d'Àustria
Ferran I d'Àustria, Ferran V de Bohèmia o Ferran V d'Hongria (19 d'abril de 1793, Viena, Sacre Imperi Romanogermànic - 29 de juny de 1875, Praga, Imperi austríac) fou emperador d'Àustria (1835 - 1848), any en què hagué d'abdicar en favor del seu nebot, l'emperador Francesc Josep I d'Àustria. Així mateix també fou rei d'Hongria i rei de Bohèmia, a més de duc de Milà, títol associat a la corona d'Àustria.

## Orígens familiars
Nascut a la capital imperial, Viena, fou fill de l'emperador Francesc I d'Àustria i de la princesa Maria Teresa de Borbó-Dues Sicílies. Per via paterna era net de l'emperador Leopold II del Sacre Imperi Romanogermànic i de la infanta Maria Lluïsa d'Espanya i per via materna del rei Ferran I de les Dues Sicílies i de l'arxiduquessa Maria Carolina d'Àustria.
Ferran era germà, entre d'altres, de l'arxiduc Francesc Carles d'Àustria, de l'arxiduquessa Maria Lluïsa d'Àustria, esposa de Napoleó I de França, i de l'arxiduquessa Maria Leopoldina d'Àustria, esposa de l'emperador Pere I del Brasil.

## Núpcies i descendents
El dia 27 de febrer de 1831 contragué matrimoni a la ciutat de Viena amb la princesa Maria Anna de Savoia, filla del rei Víctor Manuel I de Sardenya i de l'arxiduquessa Maria Teresa d'Àustria-Este. El matrimoni mai no fou consumat, per la qual cosa no tingueren descendents, però la princesa Maria Anna, dòcil de caràcter, acompanyà al llarg de tota la vida el seu espòs.

## Joventut i regnat
De naturalesa malaltissa, malalt d'epilèpsia i amb cert retard mental, La Dieta hongaresa de 1830 el va coronar com a rei d'Hongria amb poca dissidència, però la seva presència al tron d'Àustria fou merament simbòlica, essent governat el país pel príncep de Metternich. El govern, encarregat a Metternich, era suportat per un consell de regència en què hom hi podia trobar l'alta aristocràcia vienesa i altres membres de la família Habsburg.
En la societat, la revolució industrial estava creant noves formes de vida per a les classes obreres; a part, una premsa popular estenia consciència política, i els valors nous i les idees de democràcia, radicalisme, liberalisme, el nacionalisme i el socialisme començaven a aparèixer. Malgrat els esforços contundents i sovint violents de les potències establertes i reaccionàries per contenir-les, les idees disruptives van guanyar popularitat exigint una constitució, el sufragi universal masculí, la llibertat de premsa, la llibertat d'expressió i altres drets democràtics, l'establiment de milícies civils, l'alliberament dels camperols, la liberalització de l'economia, l'abolició de les barreres aranzelàries i l'abolició de les estructures de poder monàrquiques a favor de l'establiment d'estats republicans, o almenys la restricció del poder príncep en forma de monarquies constitucionals. Les revolucions que afectaren pràcticament la totalitat d'Europa l'any 1848 tingueren una forta repercussió a l'Imperi Austríac, i molt principalment a les ciutats de Viena, Praga, Budapest i Milà. Iniciada la revolució, el príncep de Metternich fugí del país i s'instal·la a Londres, i el príncep Felix zu Schwarsenberg, aconsellà a l'emperador que abdiqués en favor del seu nebot, l'arxiduc Francesc Josep d'Àustria. i Ferran abdicà el 2 de desembre.
Mentre el problema revolucionari era controlat per l'exèrcit imperial amb l'ajuda de l'exèrcit rus, la família imperial s'instal·là a la fidel Innsbruck. Acabada la revolució l'any 1849, Ferran i la seva muller es traslladaren a Praga on visqueren la resta de la seva vida al Castell de la ciutat.
Ferran morí a Praga, deixant hereu de tots els seus béns al seu nebot, l'emperador Francesc Josep I d'Àustria. Ferran fou enterrat a la tomba número 62 de la Cripta Imperial de Viena.